# عبدالرحمن صبار
عبدالرحمن صبار (انگلیسی: Abderrahmane Sebbar؛ زادهٔ ۱۹۴۰) بازیکن بسکتبال اهل مراکش است. وی عضو تیم ملی بسکتبال مراکش در بازی‌های المپیک تابستانی ۱۹۶۸ بوده‌است.